# Подонок (песня)
«Подонок» — песня российского TikTok-блогера и рэп-исполнителя Дани Милохина, выпущенная в полночь 24 июня 2020 года в качестве сингла на лейбле WJ Music.

## Описание
В треке «Подонок» рэп-исполнитель описывает свои положительные и отрицательные черты, несмотря на которые девушка, упоминающаяся в песне, остаётся с ним. Владислав Шеин из ТНТ Music заявил, что эта композиция посвящена Юле Гаврилиной, однако в июле 2020 года рэп-исполнитель дал интервью журналу Grazia, где неопределённо ответил на счёт того, посвящён сингл кому-то конкретному или нет.

## Видеоклип
Вместе с песней было выпущено аудио-видео, которое, по данным веб-сайта Srsly.ru, за 13 часов собрало около 500 тысяч просмотров.
Релиз видеоклипа на трек состоялся 20 июля 2020 года на официальном YouTube-канале TikTok-дома Dream Team House. За несколько часов до официального выхода музыкального видео Даня Милохин и другие участники Dream Team House начали выкладывать Instagram-сторис, в которых анонсировали его выпуск. Местом съёмок видеоряда выбрали локацию, «похожую на ангар или склад». Ролик состоит из двух основных планов: на одном TikTok-блогер исполняет песни на фоне металлического листа, «будто изрешеченного пулями», на другом ― находится рядом с мотоциклом либо сидит на нём. Также в описании к видео Даня Милохин написал, что если клип наберёт 100 тысяч лайков, то он начнёт запись новой композиции.

## Отзывы
Артём Кучников, обозреватель портала ТНТ Music, заметил, что в видео «Подонок» Даня Милохин критикует себя за слабости и пытается «перебороть свои худшие стороны». Евгения Володина, журналист издания Cosmopolitan, отметила, что песня «раскрывает рэпера как артиста с новой стороны», сообщив, что после клипов «Я дома» и «Хавчик» он отличается своей «простой», но «динамичной» картинкой.

## Чарты
| Чарт (2020)                   | Высшая позиция |
| ----------------------------- | -------------- |
| Россия (Tophit YouTube Hits)  | 51             |
| Украина (Tophit YouTube Hits) | 73             |